# Loïc Letellier
Loïc Letellier (né le 1er octobre 1976 à Caen), est un athlète français spécialiste du fond licencié à l'as tourlaville.
Après avoir joué au foot jusqu'à ses 18 ans, il a commencé l'athlétisme sur les conseils d'un ami, Ludovic Boulent, dans le club auquel il était rattaché jusqu'en 2018, l'USO Mondeville. Il est licencié à l'as Tourlaville depuis 2019 . Caporal-chef au sein du 7e bataillon des chasseurs alpins de Bourg Saint-Maurice jusqu'en 2016, sportif de haut niveau et cadre chez Legallais. Il allie parfaitement profession et sport pour perfer.
Sur piste, sur route ou sur cross, il a remporté de nombreuses courses. Il a été trois fois champion de France sur piste et a participé plusieurs fois aux championnats d'Europe et aux championnats du Monde de cross. Il est champion de France de semi-marathon en 2010 en 1h 04min 16s. 4 fois champions de France de 10 km route en 30min 21s en 2016, 31min 05s en 2018, 30min 42s en 2018 et 30min 03s en 2022. Double champions de France de 5 000 m piste en 13min 50s 33 en 2005 et 13min 59s 91 en 2007. Et enfin double champions de France master de cross en 33min 27s en 2022 et 34min 57s en 2023
Il coach aujourd'hui trois athlètes. Aurore Guerin, François Leprovost et Guillaume Ruel.Et est également détenteur de trois records de France, sur le 3000 m en 8min 25s 31 (08/05/2022 à Caen), sur le 10 km route en 30min 03s (09/04/22 à Boulogne Sur Mer) et sur le semi marathon de 1h 05min 47s (05/06/22 à Caen).

## Records
- Marathon : 2 h 14 min 37 s (2007)
- Semi marathon : 1 h 04 min 00 s (2007)
- 20 km route : 1 h 01 min 17 s (2011)
- 10 km route : 28 min 41 s (2008)
- 10 000 m : 28 min 33 s 45 (2003)
- 5 000 m : 13 min 23 s 68 (2003)
- 3 000 m : 7 min 49 s 98 (2002)
- 3 000 m indoor : 7 min 59 s 25 (2004)
- 1 500 m : 3 min 50 s 37 (2001)[1]

## Titres et palmarès
- 2023 : Champion national cross-country, vice champion national 10 km route, vice champion inter-régional cross, vice champion régional cross-country et champion départemental cross-country.
- 2022 : Champion national cross-country, champion national 10 km route, champion inter-régional cross-country, champion régional cross-country
- 2021 : Champion national 10 km route, vice champion national 10 km route, champion régional cross-country
- 2020 : Champion inter-régional cross-country, champion régional cross-country.
- 2019 : Vice champion inter-régional cross-country.
- 2018 : Champion national 10 km sur route, 3ème pace national cross-country, champion inter-régional cross-country, champion régional cross-country.
- 2016 : Champion national 10 km sur route, champion régional cross-country et vice champion régional cross court.
- 2015 : Champion régional de cross court, champion départemental cross court.
- 2014 : Champion de Basse-Normandie de cross-country, Vainqueur des inter-régionaux nord-ouest de cross-country et Champion de France par équipe de cross court
- 2013 : Champion de Basse-Normandie de cross-country et Vainqueur des inter-régionaux nord-ouest de cross-country
- 2011 : Vice-champion de France du semi-marathon
- 2010 : Champion de France du semi-marathon, Champion de Basse-Normandie de cross-country et Vainqueur des inter-régionaux nord-ouest de cross-country
- 2009 : Champion de Basse-Normandie de cross-country
- 2008 : Vice-champion de France de 10 km route, 3e des championnats de France Elite du 5000 m et Champion de Basse-Normandie de cross-country

- 2007 : Champion de France N2 du 5000 m et Champion de Basse-Normandie de cross-country
- 2006 : 3e des championnats de France de 10 km route
- 2005 : Champion de France Elite du 5000 m et Vainqueur des interrégionaux nord-ouest de cross-country
- 2004 : Vainqueur des interrégionaux nord-ouest de cross-country
- 2003 : Champion de France Elite du 10000 m et vice-champion de France du 5000m
- 2002 : Champion de France Elite de 5000 m, 12e aux Championnats d’Europe de cross (vice-champion d’Europe par équipe) et Champion de Basse-Normandie de cross-country
- 2001 : 5e des Jeux de la Francophonie sur 5000m[1]

## Sélections en équipe de France
- 26/08/2009 - Berlin ( ALL) - Marathon Chpt du monde d'athletisme: abandon
- 14/12/2008 - Bruxelles (BEL) - Chpt d'Europe de Cross : Seniors Hommes 47.
- 01/04/2006 - Fukuoka (JPN) - Chpt. du Monde de Cross : Cross Court masculin (équipe) 12. / Cross court Hom 49.
- 27/07/2005 - Viareggio (ITA) - Match ITA - FRA - RUS : 3 000 m - 2e 8 min 03 s 43
- 20/03/2004 - Bruxelles (BEL) - Championnats du Monde : cross long - 59e
- 09/08/2003 - Clermont-Ferrand - Match FRA A' - ITA A' : 3 000 m - 1er 8 min 00 s 52
- 08/12/2002 - Medulin (CRO) - Championnats d'Europe : : Cross - 12e
- 19/07/2001 - Ottawa (CAN) - Jeux de la francophonie 5 000 m - 5e 13 min 45 s 22[2]